# 스타트업 서바이벌 FOUND
《스타트업 서바이벌 FOUND》는 2022년 5월 5일부터 2022년 6월 7일까지 유튜브 토스 채널에서 방송된 스타트업 서바이벌 프로그램이다.